# Мурат Гасиев
Мурат Гасиев (на руски: Мурат Гассиев), роден на 12 октомври 1993 г. във Владикавказ, е руски боксьор от Северна Осетия – бивш обединен шампион във версиите WBA и IBF в полутежка категория.

## Ранни години
Мурат Гасиев е роден на 12 октомври 1993 г. във Владикавказ, Северна Осетия, Русия. Има кратка аматьорска кариера, като е изиграл само 25 мача.

## Професионална кариера
Мурат дебютира на 21 септември 2011 г. срещу украинецът Роман Мирзоев в 4-рундов мач. Побеждава с единнодушно съдийско решение. Преди завоюването на първата си титла, Гасиев печели 11 професионални срещи без нито едно поражение.
На 23 юни 2013 г. Гасиев нокаутира във втория рунд 24-годишния грузинец Леван Йомардашвили и печели своята първа титла – WBC Youth в полутежка категория. Шест месеца по-късно Гасиев защитава колана си срещу Ивица Бачурин след 10-рундова битка.
На 1 февруари 2014 г. Мурат Гасиев побеждава 31-годишния ветеран Исмаил Абдул в първата му 12-рундов бой. Гасиев завоюва титлата на IBF East/West Europe в полутежка категория. На 30 август 2014 г. руснакът получава правото да бъде в картата на голямата галавечер на събитието Хук-Ларгети. Там той нокаутира Леон Харт. Два месеца по-късно Гасиев нокаутира в първия рунд Енгин Каракаплан и получава интерконтиненталната титла на IBF в полутежка категория. В същата година Гасиев започва да тренира с Ейбъл Санчес.

### Мурат Гасиев срещу Денис Лебедев
Шампионът на IBF в полутежка категория Денис Лебедев трябва да защитава колана си срещу Мурат Гасиев. Мачът е насрочен за 3 декември 2016 г. в Москва. Гасиев побеждава Лебедев и завоюва първата си титла на световно ниво.

## Световни боксови супер серии

### Мурат Гасиев срещу Кшищоф Влодарчик
Руснакът Мурат Гасиев трябваше да защитава своята титла срещу поляка Кшищоф Влодарчик на 21 октомври в Prudencial Center в Нюарк, Ню Джерси, САЩ в четвъртфинален мач от турнира Световни боксови супер серии в полутежка категория. Гасиев победи с нокаут в третия рунд.

### Мурат Гасиев срещу Юниер Дортикос
Световната Боксова Асоциация (WBA) даде специално разрешение на Юниер Дортикос, настоящ редовен шампион на организацията в полутежка категория, да обедини колана си с този на Мурат Гасиев, който е шампион на Международната Боксова Федерация (IBF), след като „супер“ шампиона на WBA Денис Лебедев е обявен за оттеглил се.
Тази битка е от полуфиналната фаза на турнира „Световни боксови суперсерии“, което генерира осезаема полза, която стимулира спорта и увеличава популярността му по света, като дава на участниците добри финансови възможности.
12 рунда бяха достатъчни на Гасиев, за да победи кубинеца и да стане обединен шампион в полутежка категория.

### Мурат Гасиев срещу Александър Усик
Генералният секретар на руската боксова федерация Умар Кремльов съобщи на пресконференция, че дългоочакваната битка между руснака Мурат Гасиев и украинеца Александър Усик ще се състои на 21 юли на Олимпийския стадион в Москва, Русия.
Двубоят между Усик и Гасиев ще бъде последният от турнира Световни боксови суперсерии (WBSS) и в него ще бъдат заложени световните титли на WBC, WBA, WBO и IBF в полутежка категория. Победителят ще се превърне в абсолютен шампион.
“ Финалът от Световните супер серии ще се проведе в Москва на 21 юли. Това ще бъде началото на Международен ден на бокса, написа Кремльов.
Първоначално битката между двамата световни шампиони бе финализирана за 11 май в Саудитска Арабия, но по-късно бе отложена, когато украинският боксьор контузи ръката си време на тренировъчния лагер.
Усик доминираше напълно в мача, като разчиташе на своята маневреност и техника, нанесе много удари и не търсеше на всяка цена нокаут, а по скоро победа по точки, докато Гасиев така и не успя да попречи на плана му. В крайна сметка украинецът категорично спечели, след като съдиите написаха в картите си 120:108, 119:109, 119:109.